# 大韩朝
大韩朝，简称韩朝，后期改国号为韩朝太阳，是指1955年至1957年期间在安徽舒城县、肥西县等地，由韩必贤为首成立的一个秘密结社政权。

## 前期筹备
1955年初（一说1955年9月），安徽舒城县柏林乡下湾村韩小庄富农韩必贤患塞淋病，寻巫婆毛广芝（绰号“高鬼子”）为其治疗。韩问：“我今后能否做皇帝？“巫婆答：“你有福气，是天上二公子下凡，今后要做皇帝”。从此，韩必贤即利用封建迷信，公开烧香拜神，装疯卖傻，制造谣言，煽惑群众，声称自己有帝王之相，不久将要称帝。
随后六安县（今六安市）陆堰埂一贯道分坛主谢申余与韩家有亲戚关系，他伙同汤家院一贯道总坛主孙继堂等人，又推波助澜，造谣称“天子出在韩家”。顿时，“韩必贤要当皇帝”的传言，在一贯道徒中即传开，这更助长更助长韩必贤想当皇帝的野心，遂自封“大韩朝皇帝”，企图推翻中国共产党的领导。在韩必贤的诱骗下，当地一些农业社社员参加了韩的阴谋活动，并大肆造谣：“将有大灾大难来临，过去黄巢杀人八百万，现在皇帝出现，三人之中杀二人，与韩皇帝同伙者，可免血腥之灾”。自1955年冬开始活动，秘密串联，发展组织，并通过亲友、家族、邻居等关系，串联发展反动组织成员46人，其中包括孔桥庄的钱怀其、钱信玉等。韩必贤等多次密会，封官选将，韩自称皇帝，封钱信玉为元帅、程千聪为宰相，另封有预备皇帝、娘娘、太子、大臣、驸马等官衔职务，只缺军师无人充任。并在群众中散布“现在种田，是给毛大斧（指毛泽东）种的，一年累到头，还要受罪”，“幹不干，五百三（指大人口粮供应标准为530斤）”。以此煽动群众对政府不满，达到拉拢、欺骗群众，发展组织的目的。
1956年，韩必贤经钱怀奇介绍，结识了肥西县龙潭乡新丰农业社程家庄人程千云。是年2月22日，程千云兄弟3人为在韩必贤手下谋得一官半职（程千云为谋取所谓“军师”职位），于夜间偷盗农民骡、马各一头（匹），欲送与韩必贤，并编造“夜得宝马，将来保朝”谣言。自此，程千云亦假装疯癫，拒绝外人进家。因韩选“军师”心切，便前往程千云家，请程“出山保朝”。程千云向韩必贤谎称他从肥西县马车营”偷来“御马”，并声称“夜得宝马，特来保朝”。还声称其师傅是“青峰道人”，拥有“神马宝剑”，大旗一摆千军万马刀枪不入。并对韩吹嘘自己“会算”，“闭眼能见日月星斗”，“有师傅青峰老道撑腰，山里（舒城县山区）有六十万人马可供使用”，“愿保其登基坐朝”。据此，韩必贤当即封程千云为“军师”，随后，韩、程等频繁接触，密谋扩大人马，制定暴乱计划。1957年3月27日和29日，韩必贤等人两次在程千云之父程正凤（亦作程正风）家中聚会，密谋暴乱计划，定“韩朝太阳”作为国号。决定于3月31日，在六安、舒城、肥西的交界处发动暴乱，计划先杀乡、社干部，再打桃溪、舒城，后攻合肥，继而招兵买马，扩充实力，打到北京去做皇帝。由于韩必贤早就装疯，说自己要做皇帝，要亲戚朋友替他“保朝”。当地基层干部认为韩是疯子，听之任之。程正凤父子4人，在暴动前10余天就不下地生产，干部还认为现在是按劳取酬，生产不生产由他。程千云将银行存款30余元取回大吃、大喝。钱信玉在暴动前3天就把老婆送到巢县柘皋镇娘家去，同时暴乱分子联系频繁，多次开会封官选将。这些反常现象，均无人警觉，无人过问。这些活动事实，长期未被发现。某些乡社干部发现了许多可疑迹象，不向上级反映，也不追究根源。舒城县柏林乡生产队长卫先海在1956年2月间曾亲耳听到韩必贤说要做皇帝的事，则一闻了之不加追究。肥西县公安局刑侦干部被暴乱分子程千云用扁担撵走，也未引起应有的警觉。舒城县公安局工作组于1956年12月去柏林乡检查地、富、反处理入社工作时，已发现韩必贤烧香求神、不事生产事实，但认为韩是疯子，系一般群众迷信活动而未追究。甚至，暴乱分子公开暴乱之后，舒城县公安民警还当一般囚徒去活捉，结果被砍死2人。等等。
1957年3月31日晚7时许，程千云在家备好酒菜香烛，聚集暴徒，准备盟誓行动。此时，肥西县龙潭乡新丰农业合作社主任唐光元、生产大队副队长程千业和县公安局干事张必义等3人第三次到程千云家调查盗马案件情况（此前肥西县公安局调查新丰社灾民失马案件，灾民检举，马为程千云所盗，派去的干部三次到程家正面查问，第一次去时，被程千云用扁担赶跑，第二次去时，适逢程不在家），正赶上程家正聚集党羽饮酒烧香，策划暴动，前去程家时，发现门口烧香烧纸，屋内灯火明亮。唐光元等人以为是一般迷信活动，没有在意，便说明来意。程千云等人误认为阴谋败露，于是程家父子4人凶相毕露并一起动手，抄起扁担、大刀、榔头等器具欲行凶，唐光元等人见势退出。程千云、程千仙持铁锹、斧头紧追砍伤唐光元，又在油菜地里砍死程千业，张必义因寡不敌众，撤离现场。程千云知事不妙，当夜把家里牲口杀光吃尽，烧掉粮食，连夜去舒城县柏林乡韩小庄与韩必贤聚会。于午夜逃到韩必贤家，决定立即暴动，韩必贤在秘密集会中宣称：“要勇往直前，打到桃溪、舒城、攻下合肥城，然后扩充势力，打到北京去，登上金銮殿……”。次日，上街买来黄布，制作黄旗一面，镶有红边，旗之中心，做了个红太阳，右上方写“韩朝太阳”四个大字，称：“共产党的旗帜是五角星，太阳一出来，星就不亮了”，以示“韩朝太阳”称为“国号”。
后据韩必贤的二子韩同海回忆称，韩必贤是受到毛广芝与程千云的忽悠与鼓动才想当皇帝并组织、参与暴动。1957年3月31日晚，程家父子一同八人杀完社队干部后，拿着大刀、榔头及铁锹等暴动武器来到韩必贤家会合，刚开始韩家人多表示迟疑，但程家老大程千聪，手持利刀，威逼韩家老小，韩家人不得已才喝下黑色符水，随即参与暴动。不过，韩必贤的兄长韩必法及韩同海并未参与暴动，当时韩必法偷向舒城县公安局报告，韩同海则偷跑并躲在河沟里。

### 韓必賢封官賜號列表[10]
| 封号                                     | 姓名     |
| ---------------------------------------- | -------- |
| 皇帝（主子）                             | 韓必賢   |
| 右先行、右帥                             | 钱怀伦   |
| 開路将軍、成神不下田                     | 韩同巧   |
| 大臣                                     | 張孝元   |
| 大元帥、駙馬                             | 朱克友   |
| 大元帥、元帥、駙馬                       | 廖德雲   |
| 内事臣                                   | 韓同江   |
| 外事臣、無敵大臣                         | 钱怀其   |
| 四水娘年、水利大帝娘娘                   | 高鬼子   |
| 八賢王                                   | 韓同台   |
| 真主、太師                               | 程正鳳   |
| 皇姑                                     | 韓同貞   |
| 真龍、丞相、預備皇帝                     | 韩同湖   |
| 預備皇帝                                 | 韓同海   |
| 預備皇帝                                 | 韓同高   |
| 娘娘                                     | 韓必賢妻 |
| 先生、玉先生、帥、軍師、大臣、元開国大臣 | 程千雲   |
| 元帥、相爺                               | 程千宣   |
| 元帥、大元帥                             | 錢信玉   |
| 元帥、大元帥、宰相                       | 程千聰   |
| 大元帥                                   | 段其法   |
| 王爺                                     | 程千福   |
| 大元帥                                   | 程千德   |
| 元帥                                     | 董思文   |
| 元帥                                     | 張孝祥   |
| 右先行                                   | 嚴大才   |

## 龙潭暴动
1957年4月1日上午9时许，以韩必贤为首，纠集其子韩同高、韩同湖，侄子韩同台等14名暴徒，打着“韩朝太阳”的杏黄旗，各自手执大刀、斧头、铁锹、扁担等武器，从韩小庄出发返回肥西，公开暴乱。为煽动群众参加，沿途宣传鼓动：“跟我们幹，有好日子过！有吃有喝，不要粮票和油票。”舒城县公安局方股长闻讯后，当即带领干事、民警共5人前往制止，当暴徒窜至肥西县廖家渡时，与闻讯从舒城县前来平乱的民警、民兵和当地群众100多人相遇。周围群众亦纷纷上来，大喊“捉住土匪”，暴乱分子无视公安人员的警告，程千云、程千仙等人一哄而上，砍死副班长罗四弟、警士陶方余，砍伤警士周走科、农业社主任周茂生，夺去卡宾枪2支，汤姆枪1支，步枪1支，子弹50余发。暴徒行至龙潭乡袁店街，抢走供销社球鞋6双、电筒6支、香烟10余条，折款80.06元，并割断芦光农业社（一作鲁光社）电话线，路过新塘街时，又将龙潭乡团支部书记赵启好砍伤，抢枪1支。下午1时，韩必贤等人窜到新丰乡孔桥郢，散发所抢健康牌香烟，引诱、裹挟社员30余人，不少在“刀枪不入”符水作用下，参与暴乱。煽动群众参加暴乱，纠集暴徒20余人，安营扎寨。这时，周围民兵自动组织起来，沿孔家桥南北之线包围暴徒。当天下午4时10分，安徽省公安厅崇副科长带公安厅保卫队，肥西县公安局副队长郑芝鼎率县公安局公安队分别赶赴八里岗。县公安队队沿孔家桥以东一线、省保卫队沿孔家桥东北一线，对孔家桥的暴徒实施半面包围，展开围歼。韩必贤一伙见势不妙，分为两股，一股向孔家桥东面县公安队正面呐喊冲击，一股沿公安队阵地左翼后侧向后迂回。由于东线公安队的机枪发生故障。当部队撤至董小郢子以东90米处时，韩必贤等摇旗呐喊，蜂涌而起，砍伤民警张国胜（后因伤势过重牺牲），抢去汤姆枪1支，子弹70余发。东线公安队阵地左侧后的暴徒，与赶来参战的桃溪民兵遭遇。双方展开枪战，民兵击毙、击伤暴徒各1人，夺回步枪1支。两股暴徒退回孔家桥固守。下午6时左右，暴徒冲出舒城民兵防地，逃到舒城县戴家渡，化整为零分散向山区逃窜。这时，安徽军区内卫42团派出的2个排兵力，赶到孔家桥投入围剿战斗。下午7时，部分暴徒被抓获，其它暴徒经谢河，逃往舒城境内。4月1日夜至2日，肥西、舒城两县公安机关，在肥西、舒城、六安、庐江4县边境地区，发动民兵和群众，控制交通要道，清查户口，封山搜捕。至4月3日凌晨，参加暴乱的31名暴徒，被击毙2人，击伤3人，首犯程千云在山林中畏罪自缢身亡，韩必贤等30余人全部被抓获归案。后据韩必贤的二子韩同海回忆称，因暴徒是一帮农民社员，根本不会使用与修理卡兵抢、汤姆枪等连发机枪，造成的伤亡并不大，反之，则不堪设想。数日后肥西县公安局通过预审，又捕获潜藏的暴乱分子15人，投案自首11人，暴乱遂平息。在平息这场暴乱的过程中，舒城、肥西、六安及地、省共1.5万人参加，夺回被暴徒抢去的冲锋枪3支、步枪3支、子弹140余发。

## 案件处理
“韩朝”案发生后，安徽省委、省军区、省公安厅、六安地委、三县县委及公安政法系统都高度重视。1957年4月1日到4日追捕过程中，安徽省军区部队、省公安民警和舒城、肥西、六安三县干部及万余群众民兵分别控制交通要道，清查户口，封山搜捕，经过努力，除程千云在山林中畏罪自杀外，其他包括韩必贤在内分散逃亡的19名暴乱分子全部落网。随后，从4月3日到5月10日，肥西、舒城、六安三县的政法部门抽调了14名干部，在肥西县对捕获的暴乱分子进行了集中审讯。从预审中发现漏网的残余分子线索，又配合外线侦捕，捕获潜藏的暴乱分子15人。在平息暴乱中，共捕获暴乱分子44人。通过追捕，最终确定暴乱分子44名（地主1人，富农4人，中农17人，贫农19人，雇农1人，迷信职业2人），缴回官方所损失的全部武器，并缴获斧头、铁锹、兵刀等各种凶器13件、“韩朝太阳”黄旗一面、符水一瓶、“福禄寿”印章一颗。
“韩朝”案平息之后，安徽省委、省公安厅及三县县委都非常重视，随即开始预审。预审从1957年4月3日开始一直持续到5月10日正式结束。预审是在肥西县公安局以非公开方式就地展开，包括审讯与侦察两个方面。该案终审分三批审结，1957年5月上旬开始，8月11日正式结束。终审在肥西县人民法院以公开方式就地展开。审理之后，所捕获的44名暴乱分子，主要还是根据参与暴乱情节严重程度与是否有检举揭发及真诚悔过行为等情况，由公安局宣布释放3人，悔过释放5人，由检察院正式批捕36人，由公安局向检察院起诉，由检察院审查决定无罪释放1人，不予起诉4人，转六安公安局处理1人，向法院起诉30人。随后，法院分三批进行了宣判。第一批10人在1957年5月上旬起诉，法院在6月中旬审结。第二批8人在6月下旬起诉7月上旬审结，第三批12人于8月4日起诉完毕，8月11日审结。共判处死刑17人（其中4人是中院按照审判监督程序撤销原判，由肥西县人民法院核，中院改判的)，死缓2人（其中1人是中院撤销原判，肥西县人民法院又改判的），十年以上徒刑的6人（其中1人是中院改判的），三年以上至十年以下徒刑的4人，教育释放的1人。检察院向法院起诉30名暴乱分子，法院根据1951年2月21日公布施行的《惩治反革命条例》进行判决。
案经六安专区中级人民法院开庭审判，肥西县人民法院依法对30名暴徒进行公判，判处韩必贤、韩同台、程正风（程正凤）、程千宣、钱信玉等14名首犯和主犯死刑，经最高人民法院核准后，于1957年10月18日被分别押赴肥西县龙潭乡及舒城县、六安县执行枪决。共犯韩同元、廖德云等5人被判处死刑、缓期2年执行。董必应、梁则荣等10人被分别判处3至15年有期徒刑，1人教育释放。其中10年以上徒刑6人，3年以上徒刑4人。后据韩同海、董思文回忆，判处死刑的有17人，有3位比如韩同巧、程千得、张子贵，不知何因最终改为死缓，关押、劳改将近20年即被释放回家，后死于家中。如此，实际上“韩朝”案真正被判处死刑的只有14位。后据韩同海回忆称，其中钱怀其、程正凤、程千聪、程千宣、程千福、钱信玉、钱怀年、张克舟等8犯在肥西县执刑，韩必贤、韩同台、韩同江、韩同高等4犯在舒城县执刑，毛广芝、谢申余等2犯在六安县执刑。
1957年10月18日，肥西县人民法院在龙潭乡柿树岗庙召开了有2000多群众参加的宣判大会，当场判处钱怀其、程正风等8名反革命武装暴乱分子死刑并执行枪决。至此，所谓的“韩朝太阳”宣告覆灭。

## 后续
距“韩朝”案发生近60年之后，当年该案的组织者、参与者及相关嫌疑分子，绝大部分都已经远逝。安徽大学社会与政治学院教师黄文治于2016年1月20日到董思文家中走访，又于2016年2月3日到董韩同海中走访，通过采访当年参与过该案并且还健在的韩同海、董思文两位老人得知，该案成员事后有的死于死刑镇压，有的死于粮食关，有的死于劳改农场，有的老死家中，现在还健在的只有韩同海、董思文及段其法三位，而段其法30年前即已搬离其乡居之地，踪迹难寻。邓小平主政初期，拨乱反正时，该案并没有得到平反，不过，该案相关健在成员还是得到甄别、摘帽与平反，其污名化的贱民身份及历史被抹掉，但没有得到任何经济上的补偿与补助。黄文治在后来撰写题名为《农业社、暴乱及审判——安徽“韩朝”案的历史与司法实践》的论文发表于政治类学术期刊《党史研究与教学》2016年第4期。